# Anna Oxa
Anna Hoxha, mais conhecida como Anna Oxa, (Bari, 28 de abril de 1961 é uma cantora italiana, filha de pai albanês, bem conhecida pelas suas participações no Festival de Sanremo. Em 1978, apenas com 16 anos obteve o segundo lugar, com a canção "Un'emozione da poco" nesse festival, foi outra vez vencedora em 1989 com o tema "Ti Lascerò" e em 1999 com a canção "Senza pietà". Participou no Festival Eurovisão da Canção 1989, em dueto com Fausto Leali, interpretando o tema "Avrei voluto" que terminou em nono lugar.

## Discografia
| Nome do álbum                                    | Ano  | Ano | Top de vendas italiano | Etiqueta                         |  |
| ------------------------------------------------ | ---- | --- | ---------------------- | -------------------------------- |  |
|                                                  |      |     |                        |                                  |  |
| Oxanna                                           | 1978 |     | 1                      | RCA                              |  |
| Anna Oxa                                         | 1979 |     |                        | RCA                              |  |
| Controllo totale (Q disc)                        | 1980 |     |                        | RCA                              |  |
| Per sognare, per cantare, per ballare            | 1983 |     | 15                     | CBS                              |  |
| La mia corsa                                     | 1984 |     | 30                     | CBS                              |  |
| Oxa                                              | 1985 |     | 19                     | CBS                              |  |
| È tutto un attimo                                | 1986 |     | 3                      | CBS                              |  |
| Pensami per te                                   | 1988 |     | 15                     | CBS                              |  |
| Fantastica Oxa (compilação)                      | 1988 |     | 3                      | CBS                              |  |
| Tutti i brividi del mondo                        | 1989 |     | 2                      | CBS                              |  |
| Oxa - Live con i New Trolls (doppio live)        | 1990 |     | 3                      | CBS                              |  |
| Di questa vita                                   | 1992 |     | 5                      | Columbia Records                 |  |
| Cantautori (album di cover)                      | 1993 |     | 10                     | Columbia Records                 |  |
| Do di petto (álbum de remake)                    | 1993 |     | 11                     | Columbia Records                 |  |
| Cantautori 2                                     | 1994 |     | 8                      | Columbia Records                 |  |
| Anna non si lascia                               | 1996 |     | 8                      | Columbia Records                 |  |
| Storie - I miei più grandi successi (compilação) | 1997 |     | 3                      | Columbia Records                 |  |
| Anna Oxa - Gli anni 70 (doppia raccolta)         | 1998 |     | 1                      | Sony BMG                         |  |
| Senza pietà                                      | 1999 |     | 3                      | Sony BMG                         |  |
| L'eterno movimento                               | 2001 |     | 19                     | Sony BMG                         |  |
| Collezione (compilação)                          | 2001 |     |                        | Sony BMG                         |  |
| Ho un sogno                                      | 2003 |     | 7                      | Sony BMG                         |  |
| Mie (compilação tripla)                          | 2004 |     | 2                      | Sony BMG                         |  |
| Flashback Box (compilação tripla)                | 2005 |     |                        | Sony BMG                         |  |
| La musica è niente se tu non hai vissuto         | 2006 |     | 10                     | EMI                              |  |
| Le più belle di... (compilação)                  | 2007 |     |                        | Sony BMG                         |  |
| Proxima                                          | 2010 |     | 2                      | Cose di Musica e suoni coscienti |  |

| Lado A / Lado B                                                  | Ano  | Ano | Top de vendas italiano | N.º de semanas no 1.º lugar. | Etiqueta         |
| ---------------------------------------------------------------- | ---- | --- | ---------------------- | ---------------------------- | ---------------- |
|                                                                  |      |     |                        |                              |                  |
| "Un'emozione da poco" / "Questa è vita"                          | 1978 |     | 1                      | 3                            | RCA              |
| "Fatelo con me" / "Pelle di serpente"                            | 1978 |     | 19                     |                              | RCA              |
| "Il pagliaccio azzurro" / "La sonnambula"                        | 1979 |     | 44                     |                              | RCA              |
| "Controllo totale" / "Metropolitana"                             | 1980 |     | 24                     |                              | RCA              |
| "Toledo" / "Proprio tu"                                          | 1981 |     |                        |                              | RCA              |
| "Io no" / "Cammina"                                              | 1982 |     | 28                     |                              | CBS              |
| "Fammi ridere un po'" / "Ed Anna pensò"                          | 1982 |     | 35                     |                              | CBS              |
| "Senza di me" / "Hi-Fi"                                          | 1983 |     | 20                     |                              | CBS              |
| "Non scendo" / "Primo amore come stai"                           | 1984 |     | 16                     |                              | CBS              |
| "Eclissi totale" / "Tornerai"                                    | 1984 |     | 36                     |                              | CBS              |
| "A lei" / "Piccola piccola fantasia"                             | 1985 |     | 13                     |                              | CBS              |
| "Parlami" / "Piccola piccola fantasia"                           | 1985 |     | 32                     |                              | CBS              |
| "È tutto un attimo" / "Tenera immagine"                          | 1986 |     | 5                      |                              | CBS              |
| "Quando nasce un amore" / "Estensione"                           | 1988 |     | 10                     |                              | CBS              |
| "Ti lascerò" (con Fausto Leali) / "Ti lascerò (strumentale)"     | 1989 |     | 3                      |                              | CBS              |
| "Avrei voluto" (com Fausto Leali) / "Avrei voluto (strumentale)" | 1989 |     | 22                     |                              | CBS              |
| "Donna con te" / "Donna con te (strumentale)"                    | 1990 |     | 7                      |                              | CBS              |
| "Mezzo angolo di cielo" / "Mezzo angolo di cielo (remix)"        | 1992 |     | 12                     |                              | Columbia Records |
| "Spot" / "Padroni del niente"                                    | 1996 |     |                        |                              | Columbia Records |
| "Storie" / "Storie (strumentale)"                                | 1997 |     |                        |                              | Columbia Records |
| "Come dirsi ciao" / "Luci e ombre"                               | 1999 |     |                        |                              | Sony BMG         |
| "Senza pietà" / "Le stagioni dei disinganni"                     | 1999 |     | 15                     |                              | Sony BMG         |
| "Camminando camminando" / "Caminando caminando" (com Chayanne)   | 1999 |     | 50                     |                              | Sony BMG         |
| "L'eterno movimento" / "L'eterno movimento (instrumental)"       | 2001 |     | 36                     |                              | Sony BMG         |
| "Io sarò con te" / "Controvento"                                 | 2001 |     | 60                     |                              | Sony BMG         |
| "Cambierò" / "Cambierò (instrumental)"                           | 2003 |     | 17                     |                              | Sony BMG         |
| "Processo a me stessa" / "Processo a me stessa (instrumental)"   | 2006 |     |                        |                              | EMI              |

|                                       |      |  |                         |  |  |
| "Questa è vita"                       | 1978 |  | "Un'emozione da poco"   |  |  |
| "Proprio tu"                          | 1981 |  | "Toledo"                |  |  |
| "Cammina"                             | 1982 |  | "Io no"                 |  |  |
| "Ed Anna pensò"                       | 1982 |  | "Fammi ridere un po'"   |  |  |
| "Piccola piccola fantasia"            | 1985 |  | "A lei" / "Parlami"     |  |  |
| "Ti lascerò (instrumental)"           | 1989 |  | "Ti lascerò"            |  |  |
| "Avrei voluto (instrumental)"         | 1989 |  | "Avrei voluto"          |  |  |
| "Donna con te (strumentale)"          | 1990 |  | "Donna con te"          |  |  |
| "Mezzo angolo di cielo (remix)"       | 1992 |  | "Mezzo angolo di cielo" |  |  |
| "Storie (instrumental)"               | 1997 |  | "Storie"                |  |  |
| "L'eterno movimento (instrumental)"   | 2001 |  | "L'eterno movimento"    |  |  |
| "Cambierò (instrumental)"             | 2003 |  | "Cambierò"              |  |  |
| "Processo a me stessa (instrumental)" | 2006 |  | "Processo a me stessa"  |  |  |

### Duetos
- Com Banco: "When We Touch Our Eyes"
- Com Chayanne: "Caminando caminando" (duas versões - uma em  italiano: "Camminando camminando"; e outra  castelhano, com excertos em  italiano: "Caminando caminando")
- Com Fabio Concato: "In trattoria"
- Com Lucio Dalla: "Tea Party"
- Com Mia Martini e Banco: "I vecchi"
- Com Giorgio Gaber: "Si può"
- Com Rino Gaetano: "Il leone e la gallina" e "Ad esempio a me piace il sud"
- Com Fausto Leali: "Avrei voluto" e "Ti lascerò"
- Com Fausto Leali e Franco Fasano: "Da fratello a fratello"
- Com os New Trolls: Oxa - Live con i New Trolls (doppio album ao vivo,